# Place Lénine (Cotonou)
Pour les articles homonymes, voir Place Lénine.
La Place Lénine à cotonou, située à Akpakpa dans le 4e arrondissement de Cotonou, est une place publique qui symbolise la fin du régime marxiste-léniniste du général Mathieu Kérékou qui permit au Bénin de passer de la république populaire du Bénin gouverné par le Parti de la révolution populaire du Bénin en république du Bénin sous le multipartisme intégral lors de la conférence nationale des forces vives de la nation de février 1990,.
Quelques mois après la transition démocratique, sous la pression populaire, les Russes déboulonnent tard dans la nuit l'ancienne statue de Lénine, pour la renvoyer à Moscou sous escorte jusqu'au port autonome de Cotonou par la population notamment les conducteurs de taxis-motos communément appelés Zémidjan.
La destruction de la statue de Lénine décrite par les Béninois comme « le vieux chauve à la barbichette » engendre aussi la disparition de la tristement célèbre prison de Ségbana dans le nord du pays réputée pour les atrocités et les exactions commises aux conséquences incommensurables sur les opposant politiques au régime PRPB[non neutre].